# Шольтвадкерт
Шольтвадкерт (угор. Soltvadkert) — місто в медьє Бач-Кішкун в Угорщині. Місто займає площу 108,86 км², на якій проживає 7 493 жителі (2011).
| Угорщина | Це незавершена стаття з географії Угорщини. Ви можете допомогти проєкту, виправивши або дописавши її. |